# Goin
Goin è un comune francese di 335 abitanti situato nel dipartimento della Mosella nella regione del Grand Est.
Nei suoi pressi sorge l'Aeroporto di Metz-Nancy-Lorraine.

## Società

### Evoluzione demografica
Abitanti censiti